# Kula Jerončić u Kostanjama
Kula Jerončić u selu Kostanjama, Put Križine, Grad Omiš, zaštićeno kulturno dobro.

## Opis dobra
Kula Jerončić jedan je od najljepših primjera pučke gradnje s fortifikacijskim obilježljima na području Omiškog zaleđa i Poljica. Radi se o manjem objektu sazidanom na visokom kamenu živcu u nekoliko etapa. Stariji dio objekta ima prizemlje, kat i potkrovlje koje je presvođeno svodom od sedre. Pokrov je od kamenih ploča. Noviji dio objekta sagrađen je s južne strane, ali je znatno oštećen. U stariji dio (kulu) ulazi se kroz lučni otvor u prizemlje ili masivnim kamenim stepenicama na prvi kat. Na konzolama koje nose međukatnu konstrukciju upisana je godina 1721. Zidovi kule deblji su od 1 metra i imaju male otvore koji služe i kao puškarnice.

## Zaštita
Pod oznakom Z-5739 zavedena je kao nepokretno kulturno dobro - pojedinačno, pravna statusa zaštićena kulturnog dobra, klasificirano kao "vojne i obrambene građevine".